# Église Saint-Joseph de Dijon
L’église Saint-Joseph de Dijon est située à l'angle de la rue de Jouvence et de la rue du Havre, à Dijon.

## Histoire
En 1896, l’archiprêtre de la cathédrale Saint-Bénigne, Jean-Baptiste Bizouard, acquit le terrain à l’angle des rues du Havre et de Jouvence et le compléta par un autre en 1909. La construction de l’église put être entreprise grâce à un don important de madame Jobard, veuve de l’imprimeur dijonnais Paul Jobard. Le nom Saint joseph, décidé par l’évêque de Dijon Pierre Dadolle, est dû à la situation géographique du lieu de culte dans un quartier ouvrier. La première pierre fut posée le 1er juillet 1909. Il s'agit de l'œuvre néoromane des architectes dijonnais Ludovic Allaire et Émile Robert. Le 17 avril 1910, l’église Saint-Joseph fut inaugurée. En 1959, l’architecte Jacques Prioleau et le décorateur Jean Olin furent chargés de rénover l’église. Le 12 septembre 1983, un important incendie embrasa la charpente et la toiture de la nef, du transept et du chœur fut consumée Cependant la couverture du clocher, de la  sacristie et de la chapelle attenante purent être sauvés. La voûte de bois détruite par le feu fut reconstruite en tiges d’alliage d’aluminium et l'église rouvrit le 14 octobre 1984.

## Vitraux
En 1913, le curé Jean Laprée commanda les vitraux de la nef à la maison Defrance et Thénot. En 1928 et 1931, les fenêtres des pignons du transept s’agrémentèrent à leur tour de verrières. En 1936, celles du bras sud du transept reçurent deux vitraux s’inspirant du Rosaire. De  nouvelles verrières prirent place en 1960 dans les fenêtres des pignons du transept. Véra Pagava réalisa en 1986, pour les verrières, des compositions combinant formes courbes et angulaires, que le maître-verrier Pierre-Alain Parot traduisit en seize vitraux de verre irrégulier, transparent, coloré dans la masse, et rythmés par des barres et des fils de plomb.

## Orgue
Abîmé par l’incendie de 1983, l’orgue restait à reconstruire. Il fut remplacé par un instrument de vingt-et-un jeux, réutilisant les tuyaux des huit jeux subsistants, dans un buffet de chêne massif, fabriqué en 1989 par le facteur d'orgues Claude Jaccard, et inauguré le 29 juin 1991.  Il a été retiré de la tribune et reconstruit entièrement en 2008, dans l’abside, sous le vitrail de saint Joseph. Il est équipé d'une console mobile, neuve elle aussi. Le nouvel instrument est l'œuvre de la manufacture d'orgues Richaud de Nuits saint Georges. Seuls les tuyaux de bois de l'ancien orgue ont pu être sauvés.

## Cloches
Le clocher de l'église Saint-Joseph est composée de 7 cloches.
Quatre petites datent de 1924 :
- Alice Lucie (106 kg)
- Edgar Marie (60 kg)
- Christiane Jeanne (42 kg)
- Claire Andrée (40 kg)

Les trois autres sont plus grandes et de dates différentes :
- Louise Gabrielle (254 kg), baptisée le 27 avril 1910 et fondue par Georges Farnier.
- Pierrette Louise Anne (568 kg), baptisée le 27 novembre 1921 et fondue par Chambon Durand.
- Elizabeth Brigitte (336 kg), acheté à la maison Blanchot en 1951.

## Architecture
Son plan, réalisé par les architectes dijonnais Ludovic Allaire et Émile Robert, est en croix latine avec flèche sur la façade, abside polygonale encadrée d’une sacristie et d’une chapelle. En 1923, le sculpteur dijonnais Henri Schanosky réalisa le groupe de quatre anges de la façade principale. La même année s’élevèrent le clocher octogonal et sa flèche d’ardoise. En 1925, Ulysse Drupt son œuvre en mosaïque sur la façade, représentant la Sainte Famille dans l’atelier de Nazareth. Les deux bras du transept furent construits à partir de juin 1926 et inaugurés le 27 novembre 1927. En 1985, la Commission diocésaine d’Art sacré passa commande d’un nouveau mobilier liturgique à la géorgienne Véra Pagava.

## Galerie

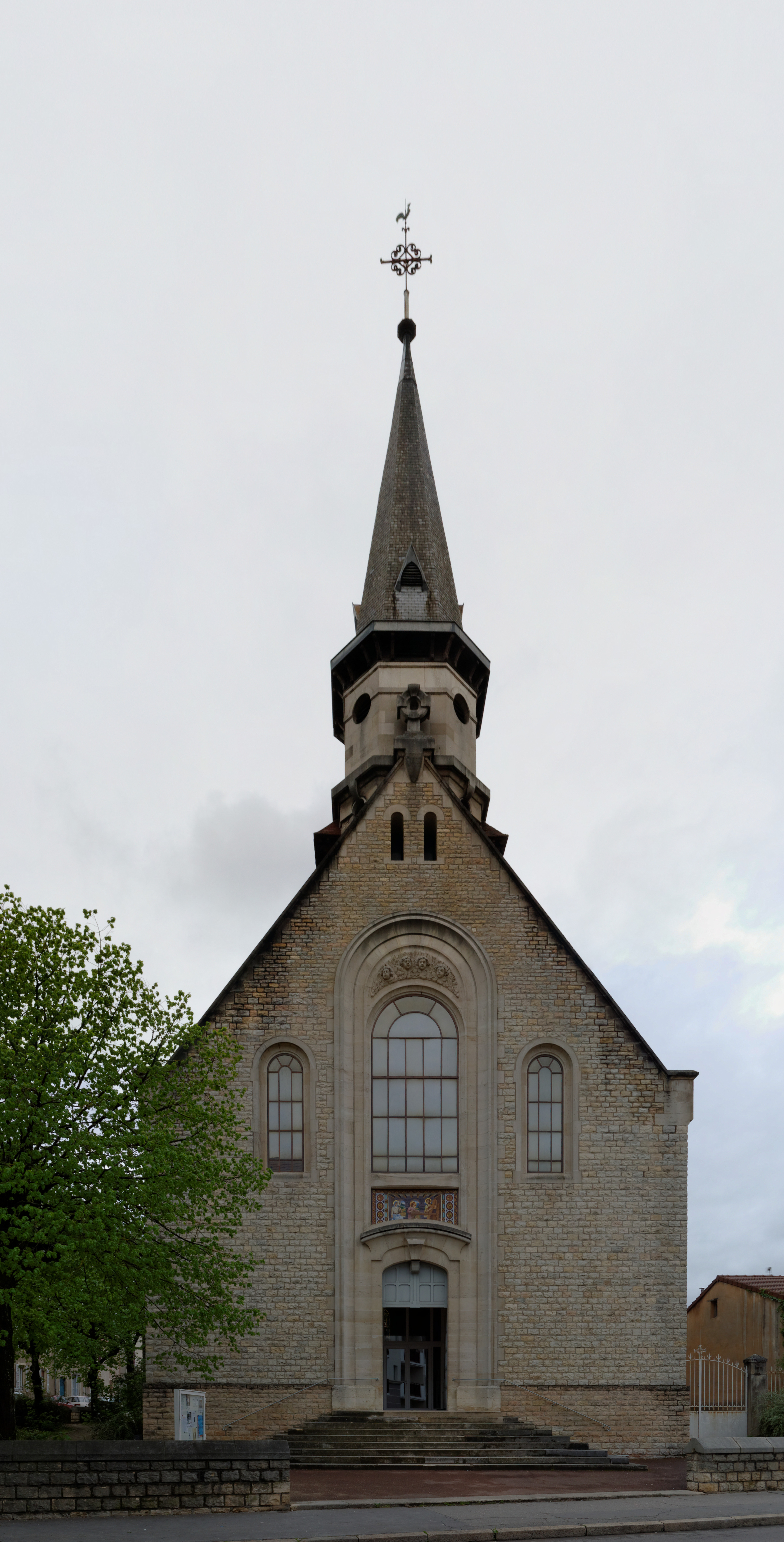
vue de face
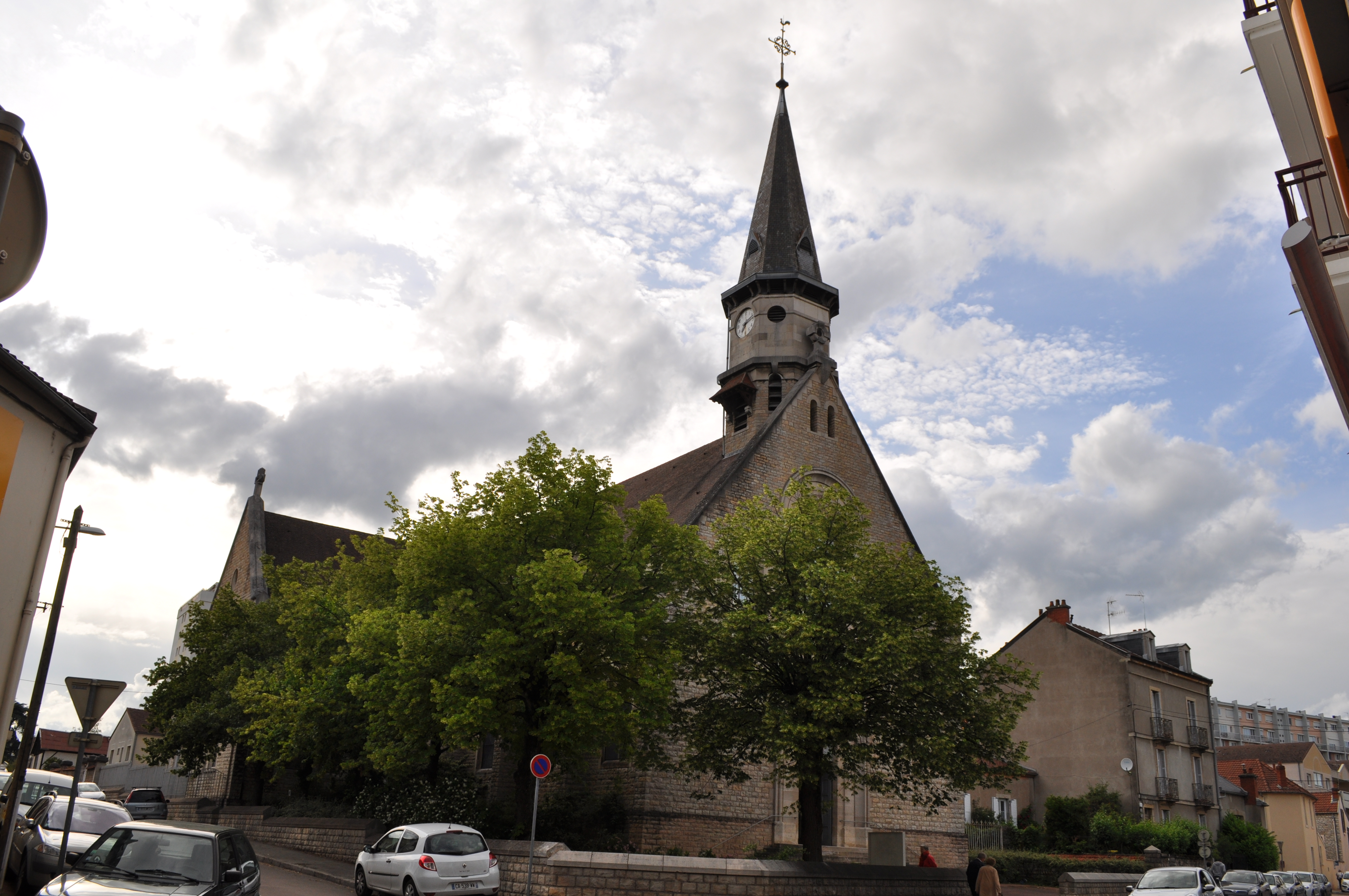
vue de côté